# Poecilopsyche dhritarashtra
Poecilopsyche dhritarashtra là một loài Trichoptera thuộc họ Leptoceridae. Chúng phân bố ở miền Ấn Độ - Mã Lai.